# Torre de Belém
Torre de Belém – militarna budowla z 1520 roku stojąca w Lizbonie, na jej zachodnim przedmieściu Belém, nieopodal Klasztoru Hieronimitów, u ujścia Tagu do oceanu, na terenie otaczającego ją parku Torre de Belém. Jedna z największych atrakcji turystycznych stolicy Portugalii.

## Historia
Torre de Belém wybudowano z polecenia portugalskiego króla Manuela I Szczęśliwego w latach 1515–1520. Wieżę zaprojektował Fernando de Arruda i uchodzi ona za jedyną zachowaną do dziś budowlę wzniesioną całkowicie w tzw. stylu manuelińskim. Postawiona w epoce wielkich odkryć geograficznych, wieża odgrywała rolę strażnicy lizbońskiego portu, stała się także punktem orientacyjnym dla wracających do ojczyzny żeglarzy i symbolem morskiej potęgi Portugalii. W okresach późniejszych, m.in. w czasie okupacji hiszpańskiej (1580–1640), pełniła funkcję więzienia, w którym w podmakających pomieszczeniach przetrzymywano więźniów politycznych. Pierwotnie budowla wznosiła się pośrodku koryta Tagu. W wyniku wielkiego trzęsienia ziemi z 1755 r. rzeka zmieniła nieco swoje koryto i obecnie wieża znajduje się tuż przy jej prawym brzegu. W 1833 r. przez dwa miesiące był tu więziony generał Józef Bem, twórca Legionu Polskiego w Portugalii.
W 1907 r. wieża została uznana za zabytek narodowy Portugalii. W 1983 r. Torre de Belém wpisano na Listę światowego dziedzictwa UNESCO. W roku 2007 wieża została wybrana jednym z Siedmiu Cudów Portugalii.

## O architekcie
Architektem, który zaprojektował Wieżę w Belem był Francisco de Arruda. Był portugalskim architektem, konstruktorem i rzeźbiarzem. Jego bratem był słynny architekt Diogo de Arruda, znany m.in. z projektu doskonałego okna manuelińskiego i klasztoru Zakonu Chrystusa w Tomar, z którym pracował w Północnej Afryce i możemy zauważyć te wpływy w jego dziełach. Tworzyli głównie w stylu manuelińskim. Nie ma informacji kiedy się urodził, jednak wiadomo, że zmarł w Evorze 30 listopada 1547. Wieża w Belem to jego najsłynniejsza realizacja. Większość budynków, które zaprojektował znajduje się w Alantejo, zwłaszcza w Evorze. Jednym z przykładów jest Aqueduto da Água de Prata.

## Opis
Budowla mierzy 35 m wysokości. Jej najniższe piętra znajdują się pod powierzchnią wody. Środkowe kondygnacje ozdobione są wieloma balkonami z małymi zdobionymi kolumnami. Torre de Belém składa się z dwóch części: z bastionu oraz z 5-częściowej wieży w jego północnej części. Bastion ma kształt sześciokąta. Posiada nisko sklepioną kaplicę ze strzelnicami dla 17 armat. Jest pierwszym budynkiem, którym posiadał dwupoziomowy skład broni. Uważa się, że budowla ta zapoczątkowała nowy trend w architekturze wojskowej. 

## Struktura wieży
Torre de Belém jest prostym budynkiem na planie prostokąta, z wieloma dekoracjami i detalami. Wznosi się na skraju sześciokątnego bastionu. Wieża i bastion zostały zaprojektowane w stylu manuelińskim, który jest bardzo charakterystyczny dla Portugalii. Jednakże możemy tam znaleźć również wpływy innych stylów architektonicznych. Materiały jakie zostały użyte do budowy Torre de Belém to głównie kamień wapienny (marmur), cegła i drewno. Dekoracje zainspirowane były egzotyczną fauną i florą oraz tematyką wojenną. Wśród nich znajduje się najstarsze w Europie rzeźbiarskie przedstawienie nosorożca.
Wieża w Belem składa się z czterech pięter. Pierwsze z nich ma pojedyncze drzwi i było proste. Drugie piętro otoczone jest balkonami z siedmioma półokrągłymi łukami. Trzecie piętro posiada dekoracje i dużą sferę armilarną na każdym końcu. Czwarte piętro jest proste, podobnie jak pierwsze. Posiada parapet naokoło, a na górze jest udekorowane merlonami. Zwieńczenie budowli w Belém tworzą większe wieże na każdym z narożników oraz mniejsze pomiędzy nimi.
Aby dostać się do Torre de Belém trzeba przejść przez most zwodzony, który został zbudowany, aby utrudnić dostanie się do budynku dla najeźdźców. Fasady znajdujące się od strony rzeki mają więcej dekoracji. Witały one żeglarzy, dlatego też były tak bogato zdobione. Południową fasadę możemy podziwiać z tarasu, pośrodku którego znajduje się obniżone patio. Taras jest otoczony balustradą z wieżyczkami i prążkowanymi kopułami. Poniżej wieżyczek na wejściu do  Torre de Belém znajdują się dwie rzeźby: po prawej Archanioła Michała oraz św. Wincentego po lewej (patrona Lizbony). Dlatego też Torre de Belém  zwana jest Wieżą św. Wincentego.
Bastion jest najbardziej oryginalną częścią budynku, ponieważ ma plan sześciokąta. Wytrzymała konstrukcja jest ułożona na fundamentach ułożonych z kamieni. Do dalszych pomieszczeń w wieży prowadzi nas kręta klatka schodowa. Pokój króla zlokalizowany był w południowej części wieży. Po jego południowej stronie biegnie kryty balkon. Pozostałe trzy ściany posiadają okna, które ukazują nam wenecką inspirację. W rogu w północno-zachodniej części kaplicy na drugim piętrze znajduje się kamienny kominek. Na pierwszym piętrze znajduje się pokój gubernatora, do którego możemy dostać się po wąskich schodach.  Możemy tam znaleźć ośmiokątny zbiornik, który powstał aby zbierać wodę. Sufit został ułożony z wapienia. Po lewej stronie są schody, które prowadzą nas do innych pomieszczeń w wieży. Po północno-zachodniej i północno-wschodniej stronie znajdują się wejścia do wieżyczek.